# Alain Wiss
Alain Wiss (ur. 21 sierpnia 1990 w Littau) – szwajcarski piłkarz grający na pozycji pomocnika.  Od 2015 jest zawodnikiem klubu FC Sankt Gallen, do którego trafił z FC Luzern. W reprezentacji Szwajcarii zadebiutował w 2012 roku. Do 8 sierpnia 2013 roku rozegrał w niej dwa spotkania.